# Allison Peter
Allison Pauline Peter (ur. 4 lipca 1992 w Christiansted) – lekkoatletka z Wysp Dziewiczych Stanów Zjednoczonych, sprinterka. 
Jako juniorka, zdobywała liczne medale CARIFTA Games. Bez powodzenia startowała na mistrzostwach świata kadetów (2007) i juniorów (2008). W 2009 sięgnęła po dwa srebrne medale mistrzostw świata juniorów młodszych w Bressanone. Złota medalistka juniorskiego czempionatu Ameryki Środkowej i Karaibów z roku 2010. Była czwarta w biegu na 200 metrów podczas mistrzostw Ameryki Środkowej w Mayagüez (2011). W tym samym roku i na tym samym dystansie dotarła do półfinału mistrzostw świata w Daegu. W 2012 startowała na igrzyskach olimpijskich w Londynie, na których dotarła do półfinału biegu na 200 metrów oraz odpadła w eliminacjach na dwa razy krótszym dystansie. Złota oraz srebrna medalistka młodzieżowych mistrzostw NACAC w Kamloops (2014).
Stawała na podium otwartych mistrzostw Bahamów oraz Brytyjskich Wysp Dziewiczych, jest także medalistką mistrzostw NCAA.

## Osiągnięcia
| Rok  | Impreza                                           | Miejsce       | Konkurencja        | Lokata      | Wynik  |
| ---- | ------------------------------------------------- | ------------- | ------------------ | ----------- | ------ |
| 2007 | Mistrzostwa świata juniorów młodszych             | Ostrawa       | bieg na 100 metrów | ćwierćfinał | 12,21  |
| 2007 | Mistrzostwa świata juniorów młodszych             | Ostrawa       | bieg na 200 metrów | półfinał    | 24,48  |
| 2008 | CARIFTA Games                                     | Basseterre    | bieg na 100 metrów | 2. miejsce  | 11,91  |
| 2008 | CARIFTA Games                                     | Basseterre    | bieg na 200 metrów | 1. miejsce  | 23,99  |
| 2008 | Mistrzostwa świata juniorów                       | Bydgoszcz     | bieg na 100 metrów | eliminacje  | 12,16  |
| 2008 | Mistrzostwa świata juniorów                       | Bydgoszcz     | bieg na 200 metrów | eliminacje  | 24,61  |
| 2009 | CARIFTA Games                                     | Vieux Fort    | bieg na 100 metrów | 3. miejsce  | 11,50w |
| 2009 | CARIFTA Games                                     | Vieux Fort    | bieg na 200 metrów | 3. miejsce  | 23,51  |
| 2009 | Mistrzostwa świata juniorów młodszych             | Bressanone    | bieg na 100 metrów | 2. miejsce  | 11,47  |
| 2009 | Mistrzostwa świata juniorów młodszych             | Bressanone    | bieg na 200 metrów | 2. miejsce  | 23,08  |
| 2010 | CARIFTA Games                                     | George Town   | bieg na 100 metrów | 2. miejsce  | 11,51  |
| 2010 | CARIFTA Games                                     | George Town   | bieg na 200 metrów | 1. miejsce  | 23,29  |
| 2010 | Mistrzostwa Ameryki Środkowej i Karaibów juniorów | Santo Domingo | bieg na 200 metrów | 1. miejsce  | 23,32  |
| 2010 | Mistrzostwa świata juniorów                       | Moncton       | bieg na 200 metrów | 7. miejsce  | 23,70  |
| 2011 | Mistrzostwa Ameryki Środkowej i Karaibów          | Mayagüez      | bieg na 100 metrów | eliminacje  | 12,05  |
| 2011 | Mistrzostwa Ameryki Środkowej i Karaibów          | Mayagüez      | bieg na 200 metrów | 4. miejsce  | 23,25  |
| 2011 | Mistrzostwa panamerykańskie juniorów              | Miramar       | bieg na 200 metrów | 4. miejsce  | 23,25  |
| 2011 | Mistrzostwa świata                                | Daegu         | bieg na 200 metrów | półfinał    | 23,56  |
| 2012 | Młodzieżowe mistrzostwa NACAC                     | Irapuato      | bieg na 200 metrów | 2. miejsce  | 22,92  |
| 2012 | Igrzyska olimpijskie                              | Londyn        | bieg na 100 metrów | eliminacje  | 11,41  |
| 2012 | Igrzyska olimpijskie                              | Londyn        | bieg na 200 metrów | półfinał    | 23,35  |
| 2014 | Młodzieżowe mistrzostwa NACAC                     | Kamloops      | bieg na 200 metrów | 2. miejsce  | 23,47  |
| 2014 | Młodzieżowe mistrzostwa NACAC                     | Kamloops      | bieg na 400 metrów | 1. miejsce  | 51,92  |
| 2014 | Igrzyska Ameryki Środkowej i Karaibów             | Xalapa        | bieg na 200 metrów | 3. miejsce  | 23,54  |
| 2015 | Igrzyska panamerykańskie                          | Toronto       | bieg na 200 metrów | eliminacje  | 23,89  |

## Rekordy życiowe
- Bieg na 60 metrów (hala) – 7,40 (2012)
- Bieg na 100 metrów – 11,17 (2012)
- Bieg na 200 metrów (stadion) – 22,77 (2012)
- Bieg na 200 metrów (hala) – 22,95 (2012) rekord Wysp Dziewiczych Stanów Zjednoczonych.
- Bieg na 400 metrów – 51,92 (2014)

Do Peter należy także aktualny rekord Wysp Dziewiczych Stanów Zjednoczonych w biegu na 100 metrów w kategorii kadetów i juniorów (11,47).